# Quinten Hann
Pour les articles homonymes, voir Hann.
Quinten Hann, né le 4 juin 1977 à Melbourne, Victoria, est un ancien joueur de snooker et de billard professionnel australien.
Sa carrière de joueur de snooker commence en 1995, à l'âge de 18 ans. Onze ans plus tard, elle se solde par un bannissement de huit ans après une affaire de match truqué.

## Carrière

### Performances notables
Hann réalise un century télévisé à l'âge de 13 ans, et remporte le championnat d'Australie amateur. Son talent et son potentiel font de lui un grand espoir du snooker.
En 1994, Hann devient champion du monde de snooker des moins de 21 ans. Ce résultat lui offre l'occasion de jouer sur le circuit professionnel dès l'année suivante. Classé au-delà de la 300e place mondiale en 2000, il progresse très rapidement pour atteindre le top 16. Entre 2002 et 2004, Hann occupe la 14e place du classement mondial, ce qui lui permet de se qualifier pour le masters de snooker en 2003 et 2004. Il n'y dépasse pas le premier tour, battu successivement par Stephen Lee en 2003 et Peter Ebdon en 2004. Dans les autres tournois majeurs, il n'atteint aucune finale, mais réalise plusieurs quarts de finale, et une demi-finale au Masters d'Irlande de 2004, son meilleur résultat. Hann compte également six participations au championnat du monde mais n'est jamais parvenu à progresser au-delà des huitièmes de finale.

### Controverses et exclusion
Bien que promis à un bel avenir dans le snooker, Quinten Hann a connu une carrière ruinée par une succession d'incidents et de controverses. Tout au long de sa carrière, l'Australien s'est fait une réputation de joueur impétueux et imprévisible. 
En 2004, à la fin de son match de premier tour au championnat du monde qui l'opposait à Andy Hicks, Hann a bien failli en venir aux mains avec son adversaire et l'arbitre a du le séparer. Plus tard, Hann propose à Hicks de combattre dans un match de boxe mais Hicks refuse. À la place, c'est l'Anglais Mark King qui combattra avec l'Australien dans un match de charité à Bethnal Green, en Angleterre.
Lors de sa seule apparition en demi-finale d'un tournoi comptant pour le classement (au Masters d'Irlande de 2004), Hann concède la septième manche alors qu'il avait six points d'avance sur son adversaire Peter Ebdon.
Quinten Hann était également un joueur aguerri de billard américain, il a d'ailleurs été champion du monde dans cette discipline. Il lui arrivait pourtant de commettre des écarts. Par exemple, il avait l'habitude de jeter violemment les billes hors de la table entre chaque manches. Il lui est aussi arrivé de se présenter sans chaussures lors d'un match, prétextant un accident de parachutisme ; et même de jouer en tenue de boxe, et donc d'être réprimandé.
En mai 2005, le journal à scandales britannique The Sun dévoile que Hann aurait accepté, devant une équipe de journalistes sous couverture, de perdre son match du premier tour à l'Open de Chine contre Ken Doherty pour un montant de 50 000 £. Une audition est organisée par la WPBSA, ayant reçu une copie de vidéos enregistrées montrant Hann lors de réunions avec les journalistes du Sun, en avril et en mai 2005. Hann ne se présente pas à la première audition pour raisons médicales. Celle-ci est reportée à février 2006, mais Hann ne s'y présente pas non plus, démissionnant de la WPBSA deux jours avant son audition. Bien que l'accord conclu entre lui et les journalistes du Sun n'ait donné aucun effet (Hann n'a de fait pas reçu d'argent, et n'a pas perdu de match pour cela), il reçoit un bannissement de huit ans assorti d'une amende de 10 000 £. Malgré la fin de sa suspension en 2014, Quinten Hann n'a plus jamais rejoué sur le circuit professionnel.

## Palmarès
| Légende | Catégorie                      | Titres                         | Finales                        |
|         | Tournois classés               | 0                              | 0                              |
|         | Tournois non classés           | 0                              | 0                              |
|         | Tournois amateurs              | 1                              | 2                              |
| Gras    | Tournois de la triple couronne | Tournois de la triple couronne | Tournois de la triple couronne |

### Titres
| Saison | Nom du tournoi                                   | Lieu     | Finaliste  | Score | Tableau |
| 1994   | Championnat du monde amateur des moins de 21 ans | Helsinki | David Gray | 11-10 |         |

### Finales
| Saison | Nom du tournoi                      | Lieu | Finaliste     | Score | Tableau |
| 1991   | Championnat d'Australie amateur     |      | David Collins | 4-5   |         |
| 2002   | Championnat d'Australie amateur (2) |      | Steve Mifsud  | 3-6   |         |